# Kitamaat Indian Reserve 2
Kitamaat Indian Reserve 2 (franska: Réserve indienne Kitamaat 2) är ett reservat i Kanada.   Det ligger i Regional District of Kitimat-Stikine och provinsen British Columbia, i den sydvästra delen av landet, 3 800 km väster om huvudstaden Ottawa.
I omgivningarna runt Kitamaat Indian Reserve 2 växer i huvudsak barrskog. Trakten runt Kitamaat Indian Reserve 2 är nära nog obefolkad, med mindre än två invånare per kvadratkilometer.